# Allerschleifen zwischen Wohlendorf und Hülsen
Die Allerschleifen zwischen Wohlendorf und Hülsen sind ein Naturschutzgebiet in der niedersächsischen Stadt Rethem (Aller) und der Gemeinde Häuslingen in der Samtgemeinde Rethem/Aller im Landkreis Heidekreis.

## Allgemeines
Das Naturschutzgebiet mit dem Kennzeichen NSG LÜ 260 ist rund 126 Hektar groß. Das Naturschutzgebiet ist Bestandteil des FFH-Gebietes „Aller (mit Barnbruch), untere Leine, untere Oker“ und des EU-Vogelschutzgebietes „Untere Allerniederung“. Im Norden grenzt es direkt an das Naturschutzgebiet „Allerniederung bei Klein Häuslingen“, im Westen an das Naturschutzgebiet „Untere Allerniederung im Landkreis Verden“ und im Süden an das Naturschutzgebiet „Aller-Leinetal“. Das Gebiet steht seit dem 2. Februar 2004 unter Naturschutz. Zuständige untere Naturschutzbehörde ist der Landkreis Heidekreis.
Bei der Ausweisung des Naturschutzgebietes war es zunächst rund 218 Hektar groß, von denen 126 Hektar auf den Landkreis Heidekreis und 92 Hektar auf den Landkreis Verden entfielen. Die im Landkreis Verden liegenden Flächen wurden mit Ausweisung des Naturschutzgebietes „Untere Allerniederung im Landkreis Verden“ am 3. Dezember 2016 Bestandteil des neuen Naturschutzgebietes.

## Beschreibung
Das Naturschutzgebiet, das zwischen Rethem (Aller) und Hülsen liegt, war der erste Beitrag im Landkreis Verden zum Aufbau des Schutzgebietnetzwerkes Natura 2000. Es umfasst weit geschwungene Mäander der Aller, die in diesem Bereich Bundeswasserstraße ist, und die angrenzenden Grünlandgebiete, die extensiv bewirtschaftet werden. Das Gründland, das bei hohen Wasserständen der Aller überflutet wird, ist teilweise durch Einzelbäume, Baumgruppen und Hecken gegliedert. Entlang des streckenweise unbefestigten Flussufers sind teilweise kleinflächige Laubwaldbestände, Weidengebüsche und Uferstaudenfluren zu finden.